# Joep Schreuder
Joep Schreuder (Breda, 1966) is sinds 2001 verslaggever in beeld bij Studio Sport van de NOS. Ook stond hij aan de wieg en was hij boegbeeld van TV&Co, een regionale televisiezender voor Noord-Brabant.
Schreuder maakt reportages rond grote voetbaltoernooien zoals in Zuid-Afrika (2010), Oekraïne/Polen (2012), Brazilië (2014) Frankrijk (2016) en 2022 (Qatar). De nadruk ligt niet alleen bij het voetbal, ook het gebeuren rondom het voetbal belicht hij in zijn verhalen.
Daarnaast is hij gastheer op de zondagmiddag vanuit Eredivisiestadions waar hij live trainers, bestuurders en voetballers interviewt.
In mei 2023 maakte Schreuder zijn schrijversdebuut met zijn boek Ter plekke, dat uitgegeven werd door Meulenhoff Boekerij.

## Bestseller 60
| Boeken met noteringen in de Nederlandse Bestseller 60 | Jaar van verschijnen | Datum van binnenkomst | Hoogste positie | Aantal weken | Opmerkingen |
| ----------------------------------------------------- | -------------------- | --------------------- | --------------- | ------------ | ----------- |
| Ter plekke                                            | 2023                 | 14-06-2023            | 31              | 2            |             |